# Belgische federale verkiezingen 2003
De Belgische federale verkiezingen van 2003 werden gehouden op 18 mei 2003. Op deze dag werden 150 leden van de Kamer van volksvertegenwoordigers en 40 senatoren verkozen.
Na deze verkiezingen volgde de 51ste legislatuur van het Federaal Parlement van België.
Voor het eerst werd er gewerkt met provinciale kieskringen (op Vlaams-Brabant na, zie Kieskring Brussel-Halle-Vilvoorde) en een kiesdrempel van 5%.

## Aanloop
Voor het eerst sinds 1999 vonden er weer federale verkiezingen plaats.
- Volksunie: Door interne meningsverschillen was de VU in 2001 in drie groepen uiteengevallen. De Vlaams-nationalistische groep rond Geert Bourgeois vormde een nieuwe partij, de Nieuw-Vlaamse Alliantie. Zij kwam als onafhankelijke partij op voor de verkiezingen in 2003. De groep rond Bert Anciaux vormde de partij SPIRIT. SPIRIT sloot nog voor de verkiezingen van 2003 een kartel met sp.a, wat voor verdeeldheid zorgde in de jonge partij. De 3e groep (degenen die de Volksunie wilden laten bestaan) verdeelde zich over de andere partijen. Kopstukken Johan Sauwens en Nelly Maes gingen respectievelijk naar de CD&V en SPIRIT. Een groep progressief-liberalen waaronder toenmalig voorzitster Annemie Vandecasteele stapte over naar de VLD.
- CD&V: Na het slechte resultaat van de CVP tijdens de verkiezingen van 1999 werd Stefaan De Clerck gekozen tot algemeen partijvoorzitter en startte een organisatorische en ideologische hervorming. Daarbij veranderde de partijnaam in 2001 in CD&V.
- Agalev & Ecolo: In de laatste weken van de regering-Verhofstadt I werden alle onpopulaire maatregelen die reeds genomen werden in de schoenen van de groenen geschoven. Op 5 mei 2003 stapten de Waalse groenen, Ecolo, zelfs uit de regering.
- MR: De bestaande alliantie rond de Franstalige liberalen (de PRL), de francofone Brusselaars (het FDF) en de Mouvement des Citoyens pour le Changement (MCC) gingen samen naar de kiezer onder de naam Mouvement Réformateur.

In de media draaiden deze verkiezingen vooral rond wie de grootste partij zou worden en dus de eerste minister zou mogen leveren. Verder kwamen vooral economische thema's zoals werkgelegenheid aan bod.

## Uitslag

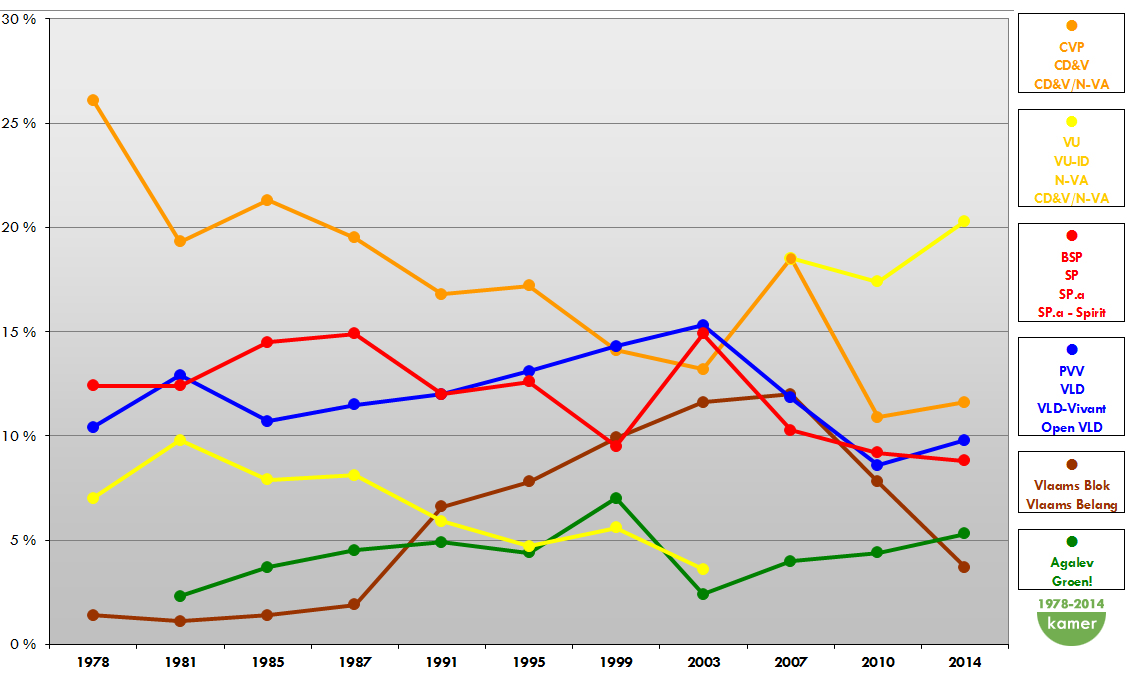
De grootste zes Vlaamse partijen en hun behaalde resultaten voor de Kamer van volksvertegenwoordigers. Van 1978 tot en met 2014, uitgedrukt in procenten voor 'Het Rijk'.

### Kamer

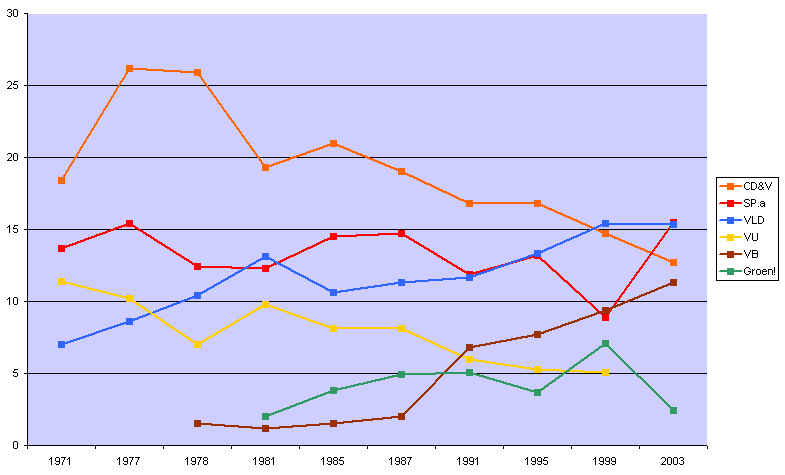
Huidige Nederlandstalige partijen en hun behaalde resultaat voor de senaat sinds 1971 uitgedrukt in procenten

| Partij | Partij      | Lijsten | stemmen   | perc.  | zetels  |
| ------ | ----------- | ------- | --------- | ------ | ------- |
|        | VLD         | lijsten | 1.009.223 | 15.36% | 25 (+2) |
|        | sp.a/Spirit | lijsten | 979.750   | 14.91% | 23 (+9) |
|        | CD&V        | lijsten | 870.749   | 13.25% | 21 (-1) |
|        | PS          | lijsten | 855.992   | 13.02% | 25 (+6) |
|        | VB          | lijsten | 761.407   | 11.59% | 18 (+3) |
|        | MR          | lijsten | 748.952   | 11.40% | 24 (+6) |
|        | cdH         | lijsten | 359.660   | 5.47%  | 8 (-2)  |
|        | N-VA        | lijsten | 201.399   | 3.06%  | 1 (-)   |
|        | Ecolo       | lijsten | 201.118   | 3.06%  | 4 (-7)  |
|        | Agalev      | lijsten | 162.205   | 2.47%  | 0 (-9)  |
|        | FN          | lijsten | 130.012   | 1.98%  | 1 (+0)  |
|        | Overige     |         |           |        | 0       |

### Senaat
| Nederlandstalig kiescollege | Nederlandstalig kiescollege | Nederlandstalig kiescollege | Nederlandstalig kiescollege | Nederlandstalig kiescollege | Nederlandstalig kiescollege | Franstalig kiescollege | Franstalig kiescollege | Franstalig kiescollege | Franstalig kiescollege |
| Partij                      | Partij                      | Dir*.                       | Co*                         | Gem*                        | Totaal*                     | Partij                 | Partij                 | Dir*                   | Totaal                 |
| --------------------------- | --------------------------- | --------------------------- | --------------------------- | --------------------------- | --------------------------- | ---------------------- | ---------------------- | ---------------------- | ---------------------- |
|                             | VLD                         | 7 (+1)                      | 2                           | 3                           | 12(+1)                      |                        | PS                     | 6 (+2)                 |                        |
|                             | sp.a/Spirit                 | 7 (+3)                      | 2                           | 3                           | 12(+6)                      |                        | MR                     | 5 (0)                  |                        |
|                             | CD&V                        | 6 (0)                       | 1                           | 2                           | 9(-1)                       |                        | cdH                    | 2 (-1)                 |                        |
|                             | VB                          | 5 (+1)                      | 1                           | 2                           | 8(+2)                       |                        | Ecolo                  | 1 (-2)                 |                        |
|                             | Agalev                      | 0 (-3)                      |                             |                             | 0(-3)                       |                        | FN                     | 1 (+1)                 | 1(+1)                  |
|                             | Overige partijen: 0 zetels  |                             |                             |                             |                             |                        |                        |                        |                        |

- Dir = direct verkozenen, Co = gecoöpteerden, Gem = Gemeenschapssenatoren, Totaal = het totaal aantal zetels in de Senaat

## Gevolgen
Van de regerende partijen, ging de liberale partij licht vooruit, de socialistische partij substantieel vooruit. De groene partij verdween volledig uit de Kamer en de Senaat door de pas ingevoerde kiesdrempel van 5 %, een nieuwigheid waarvoor de partij zelf had gestemd. Het Vlaams Blok bleef groeien en voor de N-VA kon enkel Geert Bourgeois in West-Vlaanderen een zetel in de kamer veroveren. Na enkele weken van informatiegesprekken door Elio Di Rupo kon de regering zonder veel moeite verder regeren als 'paars zonder groen'; zo werd de regering-Verhofstadt II gevormd.